# دبولن
شهر دبولن (به رومانیایی: Dăbuleni) در شهرستان دول در کشور رومانی واقع شده‌است. جمعیت این شهر ۱۳٬۸۸۸ نفر  است.